# حكاية عبد الله

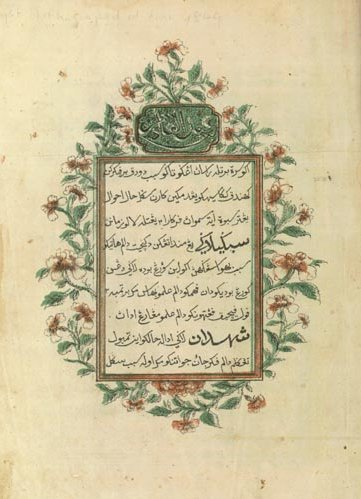

حكايات عبد الله بن عبد القادر مُنشي أو حكايات عبد الله اقتضابا، مجموعة قصص ملايو-جاوية. سفرها عبد الله بن عبد القادر منشي بين عامي 1840 و1843. ثم نشرت في 1849.

## وصلات خارجية
- مقتطفات من حكايات عبد الله بالإنكليزية.